# Левенталь, Вадим Андреевич
Вадим Андреевич Левенталь (род. 25 октября 1981) — российский писатель-прозаик, редактор. Член Союза писателей Санкт-Петербурга.

## Биография
Вадим Левенталь родился и вырос в Ленинграде. Учился в физико-математической школе № 30 и средней школе № 27. Окончил Санкт-Петербургский государственный университет по специальности «Литературная критика и редактирование» филологического факультета. В 2007-2017 годах работал редактором в издательстве «Лимбус-пресс». В 2017 - 2022 составлял в издательстве "Городец" авторскую серию "Книжная полка Вадима Левенталя". С 2008 по 2013 был исполнительным директором, а с 2014 по 2019 — ответственным секретарём общероссийской литературной премии «Национальный бестселлер». В 2011 году выступил автором идеи и составителем двухтомника «Литературная матрица», который Игорь Сухих назвал «вероятно, самым успешным литературным проектом последних десятилетий».

### «Маша Регина»
Роман «Маша Регина» вошёл в длинный список Русского Букера и вышел в финал крупнейшей премии РФ Большая книга в 2013 г. Согласно британской газете The Guardian — это «пост-модернистский бильдунгсроман… полный аллюзий на русскую литературу и немецкую философию». Известный русский литературный критик Лев Данилкин считает Левенталя одним из самых выдающихся молодых писателей России: «это Мастер, настоящий, калибра раннего Битова». В 2016 году английский перевод «Маши Региной» был выпущен британским издательством англ. Oneworld Publications. В августе 2016 года роман представлял Россию на Эдинбургском международном книжном фестивале.

### «Комната страха»
В 2015 году вышла вторая книга Левенталя — сборник рассказов «Комната страха», также благосклонно встреченный критикой. В частности, Олег Демидов предрёк Левенталю «лидирующие позиции не только среди новеллистов …, но и среди современных русских прозаиков в принципе».